# XLR端子

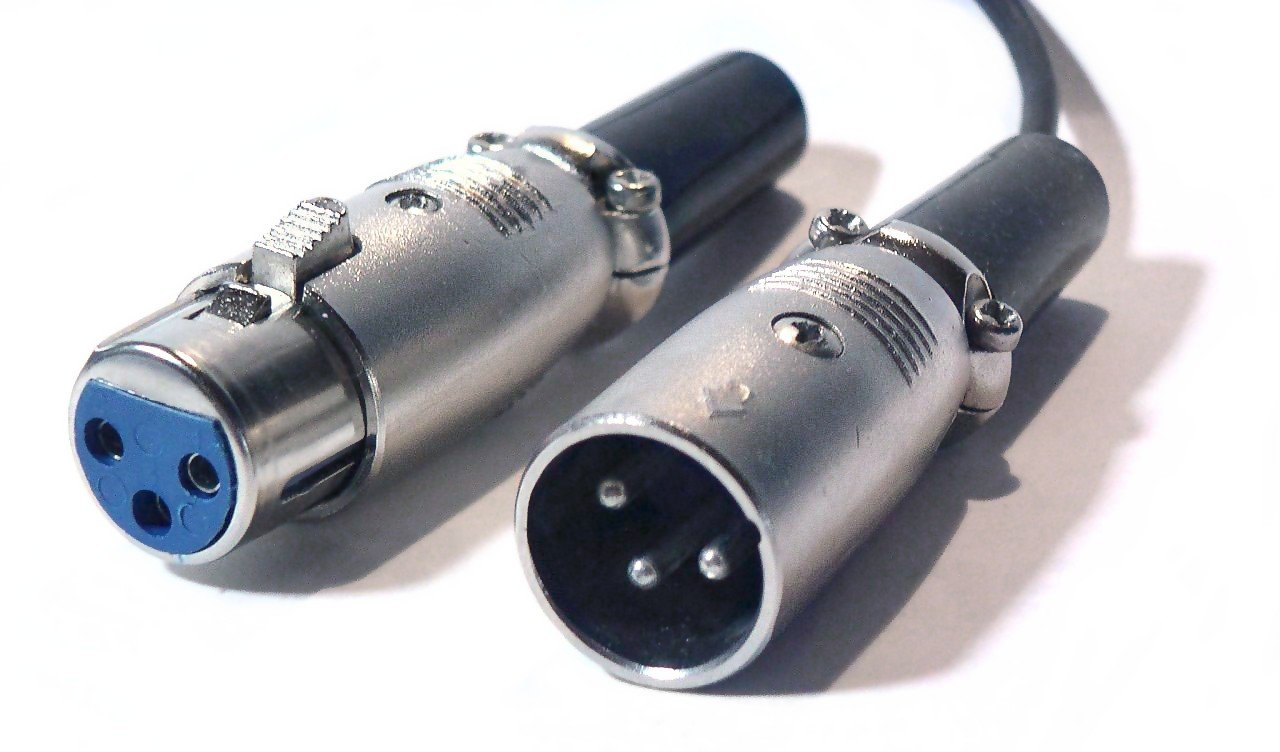
XLR3纜線插頭，左為母頭右為公頭

XLR端子是影音器材中常見的端子，經常用於連接專業麥克風、影音器材、舞台設備等，並使用平衡傳輸方式。分成公、母，再依外型分成公頭、母頭、公座、母座。至於一般家用影音器材則常使用RCA端子傳送由前級放大器產生的Line level訊號；家用及電腦用的麥克風中則使用TRS端子。
基於原生產者是 James H. Cannon（加州洛杉磯Cannon電子公司創辦人，該公司現為ITT 公司旗下），XLR 端子也稱為卡農接頭、Cannon插頭或Cannon端子。最初的端子為 "Cannon X" 系列，之後的版本加入了彈簧鎖（Latch）成為 "Cannon XL" 系列，接着在端子接觸面以橡膠包着（Rubber），成為了其現今縮寫 XLR 的來源。

XLR 端子的針頭數除了常用的基本型三針接頭外，還存在其他更大針頭數的接頭，普遍以３～７針為主。此外，也存在迷你卡農接頭，用於小型設備中。
XLR 端子和以前的 DIN 端子看來有點相似，但實際上是不相容的。

## XLR3端子

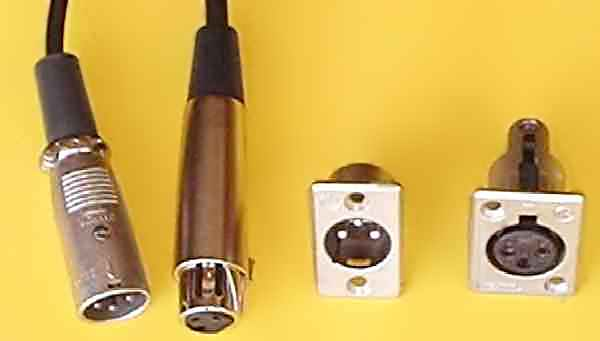
（左至右）Cannon XLR3-12C纜線、Switchcraft X3F纜線、Neutrik NC3MP插座、Neutrik NC3FP插座

EIA RS-297-A標準描述了使用XLR3端子作平衡音訊的用法：
|      |                      |
| 針頭 | 功能                 |
| 1    | 底架接地（纜線護罩） |
| 2    | 正極終端（熱）       |
| 3    | 迴路終端（冷）       |

## 另見
- 仿真電源
- TRS端子
- RCA端子
- DIN端子
- RF端子